# Cesare Gasperoni
Cesare Antonio Gasperoni – działacz państwowy San Marino, dwukrotnie kapitan regent (głowa państwa) San Marino.
Został wybrany na sześciomiesięczną kadencję od 1 kwietnia do 1 października 2005, razem z Faustą Morganti. Wcześniej sprawował ten urząd od października 1990 do kwietnia 1991 (z Roberto Buccim). Gasperoni jest członkiem Partii Chrześcijańsko-Demokratycznej San Marino (PDCS).